# Tonel
António Leonel Vilar Nogueira Sousa, mieux connu sous le nom de Tonel (né le 13 avril 1980 à Lourosa, Portugal) est un footballeur international portugais. 
Il évolue actuellement au poste de défenseur central à Belenenses.

## Palmarès
| Année        | Titre                                  | Club        | Pays     |
| 2007 et 2008 | Vainqueur de la Coupe du Portugal      | Sporting CP | Portugal |
| 2007 et 2008 | Vainqueur de la Supercoupe du Portugal | Sporting CP | Portugal |
| 2008 et 2009 | Finaliste de la Carlsberg Cup          | Sporting CP | Portugal |